# Pivara Tuzla
Pivara Tuzla je pivovara u Tuzli.

## Povijest
Osnovana je 1884. godine, nakon što je s austro-ugarskim zaposjedanjem došla industrija i sveopći gospodarski i društveni napredak. Pivovaru su osnovali Tasing i Köhn pod imenom Erste Dampf Brauerei kao prvu parnu Pivovaru u Dolnjoj Tuzli. Početni proizvodni kapacitet bio je 5 000 hl godišnje proizvodnje, koji je do prvoga svjetskog rata narastao na oko 25 000 hl. Rat je prekinuo proizvodnju. Obustava proizvodnje bila je petogodišnja, nakon čega je opet radila. Drugi svjetski rat opet je prekinuo proizvodnju. Obnovljena je 1948. godine. 1962. godine krenuo je ciklus kontinuirane rekonstrukcije i došlo se do kapacitet godišnje proizvodnje od oko 300 000 hl.  Novim ciklusom rekonstrukcije pokrenutim 1990. namjeravali se ostvariti program proizvodnje od oko 500 000 hl. Velikosrpska agresija i gotovo odsječena Tuzla pogodila je proizvodnju. Nakon rata pala je prodaja u odnosu na prijeratnu da je pivovara morala pronaći nove proizvode koje će moći prodati. Još u ratu usvojen je projekt s odrenicama novih pravaca razvitka "dopunskog" programa. Već 1996. godine instalirana je linija za punjenje sokova i mineralne vode u PET boce nekoliko veličina, a 1997. godine instalirana je linija za punjenje limenka od 0,33 i 0,50 lit. koja opslužuje proizvodnju piva kao i bezalkoholnih pića. Danas pivovara proizvodi sokove od prirodne baze, koje prodaje u PET bocama, limenkama i bačvicama za točenje.